# Gal (Azerbaigian)
Gal è un comune dell'Azerbaigian situato nel distretto di Culfa.